# Karel Petrů
Karel Petrů (* 24. Januar 1891 in Březové Hory; † 1949) war ein tschechoslowakischer Journalist, Autor und Fußballfunktionär. 

## Funktionär und Auswahltrainer
Petrů begann als Sportjournalist, ab 1921 arbeitete er auch als Funktionär: zunächst war er ab 1921 Sekretär des tschechoslowakischen Fußballverbandes ČSSF, dann der alle Fußballverbände der Tschechoslowakei umfassende Vereinigung ČSAF. Später wurde Petrů Mitglied der technischen Kommission der ČSAF und 1931 erstmals mit der Leitung der tschechoslowakischen Nationalmannschaft betraut.
Petrů führte die Auswahl der ČSR in insgesamt 18 Spielen von 1931 bis 1934. Davon gewannen die Tschechoslowaken zehn Spiele, fünf Partien endeten unentschieden und drei Mal mussten sich die Tschechoslowaken dem Gegner geschlagen geben. Das Torverhältnis der Ära Petrů lag bei 39 geschossenen Toren und 28 Gegentreffern. Petrů setzte in den rund drei Jahren seiner Tätigkeit insgesamt 47 Spieler ein.
Erstmals mit der Mannschaftsführung wurde Petrů am 14. Juni 1931 zusammen mit Rudolf Pelikán betraut, die tschechoslowakische Elf besiegte in Warschau Polen mit 4:0. Anschließend übernahm wieder Vorgänger Josef Fanta. Zum zweiten Mal war Petrů in drei Spielen im April und Mai 1932 für die tschechoslowakische Auswahl verantwortlich, danach übernahm wieder Fanta und nach ihm erneut Pelikán. Petrůs dritte Amtszeit begann im Mai 1933 und dauerte, abgesehen vom Freundschaftsspiel gegen Jugoslawien am 6. August 1933, als Jaroslav Bezecný zuständig war, bis Ende 1934.
In Petrůs Amtszeit fällt einer der größten Erfolge der tschechoslowakischen Fußballgeschichte: Bei der Weltmeisterschaft 1934 in Italien drang die Auswahl der ČSR nach Siegen über Rumänien (2:1), die Schweiz (3:2) und Deutschland (3:1) bis ins Endspiel vor, wo sie nach Verlängerung Gastgeber Italien mit 1:2 unterlag.
Nach dem Erfolg bei der WM 1934 führte Petrů die Mannschaft noch bei drei weiteren Spielen im Jahr 1934, ehe Anfang 1935 das Duo Rudolf Pelikán und Josef Tesař die Verantwortung übernahm.

## Autor
Als Autor verfasste Petrů unter anderem die Publikationen 30 let ČSSF (deutsch: 30 Jahre ČSSF, 1931) sowie Dějiny československé kopané (deutsch: Geschichte des tschechoslowakischen Fußballs, 1946), Z minulosti naší kopané (deutsch: Aus der Vergangenheit unseres Fussballs, 1936). Er benutzte auch das Pseudonym Charley.